# Mill Switch British Cemetery
Mill Switch British Cemetery is een Britse militaire begraafplaats met gesneuvelden uit de Eerste Wereldoorlog, gelegen in de Franse gemeente Tilloy-lez-Cambrai (departement Pas-de-Calais). De begraafplaats werd ontworpen door Wilfred Von Berg en ligt aan de Route de Douai op nagenoeg 1 kilometer ten westen van het centrum van de gemeente (gemeentehuis). Ze heeft een rechthoekig grondplan met een oppervlakte van 281 m² en wordt omsloten door een natuurstenen muur. Het terrein ligt hoger dan het straatniveau en een schuin oplopend pad leidt naar een metalen hekje als toegang. In de westelijke hoek staat het Cross of Sacrifice. De begraafplaats wordt onderhouden door de Commonwealth War Graves Commission.
Er liggen 104 Canadezen begraven waaronder 3 niet geïdentificeerde.

## Geschiedenis
Tilloy-lez-Cambrai werd eind september 1918 door het Canadian Corps veroverd en de begraafplaats werd in de daaropvolgende maand door de Burial Officer van het Corps aangelegd. De naam verwijst naar een wissel van de spoorlijn Cambrai-Douai die in september 1918 naar een Duits bevoorradingsdepot leidde op de plaats van een molen, 800 meter ten noordwesten van de begraafplaats. 
Na de wapenstilstand werden 47 Canadese slachtoffers (waarvan er 34 tot het 43rd Battalion behoorden) vanuit Cameron Cemetery naar hier overgebracht,.

### Onderscheiden militairen
- Malcolm Douglas Schell, sergeant bij de Princess Patricia's Canadian Light Infantry (Eastern Ontario Regiment) werd onderscheiden met de Distinguished Conduct Medal (DCM).
- korporaal Harold James Ward (Canadian Infantry) werd tweemaal onderscheiden met de Military Medal (MM and Bar).
- korporaal Ernest Battell Shields en soldaat George Albert Rose (beide dienend bij de Canadian Infantry) werden onderscheiden met de Military Medal (MM).

### Aliassen
Volgende militairen dienden onder een alias bij de Canadian Infantry:
- sergeant J. Colburn als J. Burr.
- soldaat Michael Joseph Mullaney als Michael Joseph Keefe.
- soldaat Lemuel Wilmot Payson als J.B. Howard.